# كريستوفر جيرار
كريستوفر جيرار هو كاتب بلجيكي، ولد في 7 يوليو 1962 في نيويورك في الولايات المتحدة.

## وصلات خارجية
- الموقع الرسمي